# مصطفى شلبي
الكونفدرالية الأفريقية 2024
مصطفى شلبي (مواليد 1سيبتمبر 1994) هو لاعب كرة قدم مصري يلعب في مركز خط الوسط في نادي الزمالك.

## مشواره الدولي
أنضم للقائمة المبدئية لمبارة كوريا الجنوبية الودية لكنه لم يدخل القائمة النهائية
بطولاته مع نادى الزمالك /.
- كأس الكونفدرالية الإفريقية: 2024
- كأس السوبر الإفريقى: 2024
- كأس مصر : 2025